# Dan Robson

a Compétitions nationales et continentales officielles uniquement.

b Matchs officiels uniquement.
Dernière mise à jour le 12 août 2025.
Dan Robson, né le 14 mars 1992 à Stoke-on-Trent, est un joueur international anglais de rugby à XV jouant au poste de demi de mêlée avec la Section paloise.

## Biographie

### Jeunesse et formation
Dan Robson joue d’abord au rugby pour son club local à Stoke dès l’âge de cinq ans, puis a connu une saison de rugby au Longton Rugby Club.
Son père, Simon, fut également joueur de rugby professionnel pour l'équipe de Moseley RFC et a participé à cinq matchs de l'équipe d'Angleterre en tant que remplaçant sans jamais entrer en jeu.

### En club
Dan Robson commence sa carrière professionnelle en 2010, en Premiership, avec Gloucester Rugby. En avril 2013, il signe une prolongation de contrat de deux ans jusqu'en juin 2015. En 2015, il remporte la finale du Challenge européen avec Gloucester face à Edimbourg Rugby en tant que remplaçant.
En janvier 2015, il annonce qu'il quitte Gloucester en fin de saison pour rejoindre les Wasps. Avec les Wasps, il dispute la finale du championnat en 2017 perdue face aux Exeter Chiefs.
En 2019-2020, les Wasps atteignent de nouveau la finale du championnat et affronte une fois de plus Exeter. Pour cette rencontre, Dan Robson est titulaire mais son équipe est battue 19 à 13,.
Le 17 octobre 2022, le club des Wasps est placé en liquidation judiciaire et Dan Robson est licencié comme tous ses coéquipiers et membres du staff. Quelques jours après, il s'engage dans le Top 14 avec la Section paloise pour le reste de la saison 2022-2023. En janvier 2023, il prolonge son contrat dans le Béarn jusqu'en 2025.

### En équipe nationale
Dan Robson est membre de l’équipe d’Angleterre des moins de 20 ans qui a réalisé un Grand Chelem au Tournoi des Six Nations des moins de 20 ans en 2011, . Plus tard cette année-là, il fait partie de l’équipe qui termine deuxième en Nouvelle-Zélande au Championnat du monde junior 2011. L’année suivante, Robson marque un essai contre l’Irlande durant le Tournoi des Six Nations des moins de 20 ans et l’Angleterre conserve son titre . Ensuite, il est également membre de l’équipe qui a terminé septième au Championnat du monde junior 2012.
Le 31 janvier 2014, Robson fait ses débuts avec les England Saxons face à l'Écosse A lors d'un match amical. Il est ensuite choisi pour faire partie de l’équipe d’Angleterre pour affronter les Barbarians à l’été 2014 mais ne joue pas. Par la suite, le 1er juin 2014, il fait ses débuts pour l’Angleterre dans un match amical contre les Barbarians (39–29) au stade de Twickenham. En juin 2016, il marque un essai pour les England Saxons qui battent l’Afrique du Sud A au Free State Stadium à Bloemfontein.
Dan Robson est appelé par Eddie Jones, sélectionneur de l'équipe d'Angleterre, en août 2016 pour participer à un stage de préparation d'avant saison. En septembre 2016, il est convoqué pour participer à la tournée d'automne mais il ne dispute aucun match. Finalement, le 10 février 2019, il honore sa première sélection lors du match contre l'équipe de France, durant le Tournoi des Six nations 2019, en remplacement de Ben Youngs. Durant ce même tournoi, il inscrit son premier essai international contre l'équipe d'Italie.
En novembre 2020, il inscrit son deuxième essai international face à l'équipe de Géorgie lors du match d'ouverture de la Coupe d'automne des nations , puis il est également entré en jeu lors de la finale du tournoi face à la France où l'Angleterre s'impose 22 à 19 après prolongation.

## Statistiques en équipe nationale
Dan Robson compte 14 capes en équipe d'Angleterre, dont aucune en tant que titulaire, depuis le 10 février 2019 contre l'équipe de France à Twickenham. Il inscrit deux essais (dix points).

## Palmarès

### En club
- Vainqueur du Challenge européen en 2015 avec Gloucester Rugby.
- Finaliste du Championnat d'Angleterre en 2017 et 2020 avec les Wasps.

### En équipe nationale
- Vainqueur du Tournoi des Six Nations des moins de 20 ans en 2011 et 2012 avec l'équipe d'Angleterre des moins de 20 ans.
- Finaliste du Championnat du monde junior en 2011 avec l'équipe d'Angleterre des moins de 20 ans.

- Vainqueur de la Coupe d'automne des nations en 2020 avec l'équipe d'Angleterre.